# Trigonotis harrysmithii
Trigonotis harrysmithii är en strävbladig växtart som beskrevs av Robert Reid Mill. Trigonotis harrysmithii ingår i släktet Trigonotis och familjen strävbladiga växter. Inga underarter finns listade i Catalogue of Life.